# École de Pigalle
De École de Pigalle (school van Pigalle) was een groep bevriende illustratoren en stripauteurs die begin jaren tachtig werkten in Quartier Pigalle in Paris. Sommige van hen begonnen daar hun carrière en anderen hadden al eerder gepubliceerd in verschillende tijdschriften. De naam van deze groep tekenaars zou bedacht zijn door François Avril.

## Beschrijving
De leden van de École de Pigalle hadden een in grote mate overeenkomstige smaak. Het werk van deze tekenaars was sterk beïnvloed door de atoomstijl van Yves Chaland en het werk van Gus Bofa. Het meest kenmerkende van de groep was dat ze werkten op de grens van grafische vormgeving en strips.

## Tekenaars van de École de Pigalle
- François Avril
- Jacques de Loustal
- Ted Benoît
- Charles Berberian
- Philippe Dupuy
- Philippe Petit-Roulet
- Jean-Claude Götting